# الوئرا سروچینسکا
الوئرا سروچینسکا (انگلیسی: Elwira Seroczyńska; ۱ مهٔ ۱۹۳۱ – ۲۴ دسامبر ۲۰۰۴) مدیر ورزشی، و اسکیت‌باز سرعت اهل لهستان بود.